# Lý Tống
Lý Tống (1 tháng 9 năm 1946 – 5 tháng 4 năm 2019, tên thật Lê Văn Tống) là một phi công của Không lực Việt Nam Cộng hòa và nhà hoạt động chính trị người Mỹ gốc Việt có tư tưởng chống cộng với nhiều lần tổ chức đánh cướp máy bay tại Việt Nam, Thái Lan, Cuba và Hàn Quốc để rải truyền đơn, cũng như từng hóa trang để tấn công ca sỹ Đàm Vĩnh Hưng.

## Trước 1975
Lý Tống sinh ngày 1 tháng 9 năm 1946 tại Thừa Thiên – Huế, Việt Nam ở làng An Cựu Đông, huyện Hương Thủy trong gia đình có 9 anh em. Cha ông là Lê Văn Tấn, là đảng viên Đảng Cộng sản Việt Nam, bị quân đội Pháp bắt tại Huế và sau đó hi sinh. Ông Tấn được nhà nước Việt Nam truy tặng liệt sĩ.  Sau đó anh trai ruột Lý Tống là Lê Văn Quỳ tức Hoàng Nhân, thoát ly kháng chiến, được kết nạp Đảng năm 1949. Ông Quỳ sau này được nhà nước phong hàm phó giáo sư năm 1984 và là chủ nhiệm Khoa văn Đại học Khoa học xã hội nhân văn TP Hồ Chí Minh. Nói về gia đình mình, Lý Tống nói: "Cha tôi chống Pháp, anh tôi chống Mỹ, còn tôi thì chống Cộng. Đó là lẽ sống của Lý Tống".
Những năm đầu đời, ông học tại trường tiểu học An Cựu, sau đó chuyển lên trường trung học Nguyễn Tri Phương. Năm 1962, Lý Tống học hết Trung học đệ nhất cấp. Năm 1963 ông học tại trường Quốc học Huế.
Từ tháng 1/1965 đến 12/1965, Lý Tống học tại Trung tâm huấn luyện không lực Nha Trang. Lý Tống học khóa 65A do đại úy Truyền làm Đoàn trưởng. Đang học tại Trung tâm huấn luyện không lực Nha Trang thì Lý Tống nhận được giấy báo đi du học tại Hoa Kỳ.
Tháng 1/1970, Lý Tống được phân công về phi đoàn 122, sư đoàn 4 không quân Cần Thơ. Tại đây, Lý Tống còn được huấn luyện thêm kỹ thuật lái máy bay loại Censsna U17, A37 (loại phản lực ném bom). Trong thời gian này, Lý Tống tham chiến chủ yếu tại chiến trường Campuchia và vùng Tây Nam bộ.
Đầu năm 1973, Lý Tống được điều động về phi đoàn 548 ở Phan Rang. Thời kỳ này, Lý Tống tiếp tục học tập huấn luyện lái máy bay ném bom A37, máy bay do thám và máy bay hướng dẫn oanh kích, trinh sát chỉ điểm. Lý Tống tham chiến ở các chiến trường Vùng I, II, III và Vùng IV. Trong đó chủ yếu hoạt động tại chiến trường Tây Nguyên (Vùng II).
Tháng 4 năm 1975, chiếc A-37 thuộc biên đội Ó Đen do ông lái bị bắn rơi; ông bị giam giữ trong trại tù cải tạo trong vòng 5 năm.

## Những hoạt động sau năm 1975
Tháng 8 năm 1980 khi đang cải tạo tại trại A30 Tuy Hòa, Lý Tống trốn về thành phố Hồ Chí Minh sống bất hợp pháp. Trong thời gian này, Lý Tống đã cấu kết với một số người chuyên sống bằng nghề làm giấy tờ giả để kiếm sống.
Tháng 8 năm 1981, ông vượt biên bằng đường bộ đến Thái Lan, đi qua Campuchia, rồi xin tị nạn chính trị tại Singapore. Ông đến Hoa Kỳ năm 1984. Sau đó, ông theo học cao học tại Đại học New Orleans.
Năm 1992, Lý Tống uy hiếp phi công A310 của Hãng hàng không Quốc gia Việt Nam bay qua Thành phố Hồ Chí Minh rồi thả truyền đơn xuống kêu gọi nhân dân Việt Nam nổi dậy chống lại chính quyền. Lý Tống nhảy dù xuống một ao rau muống. Thấy một anh dân phòng mặc đồ dân sự đi ngang, Lý Tống nói mình là Việt kiều mới về nước, muốn thăm nhà bạn nhưng không nhớ đường và đưa địa chỉ nhờ chở đến. Anh dân phòng đồng ý rồi chở Lý Tống đến đồn công an. Lý Tống bị cơ quan chức năng Việt Nam bắt và kết án 20 năm tù vì tội cướp máy bay. Từ năm 1992 đến 1998, Lý Tống bị giam tại Trại giam Nam Hà, V26 Bộ Công an (Trại Ba Sao). Tháng 9 năm 1998, chính quyền Việt Nam quyết định tha và trục xuất Lý Tống trong một đợt đặc xá.
Năm 1998, Lý Tống đã dùng máy bay, xâm nhập trái phép lãnh thổ Cuba để rải truyền đơn.
Ngày 1 tháng 1 năm 2000, Lý Tống dùng một chiếc máy bay nhỏ bay từ Florida sang La Habana, Cuba thả truyền đơn kêu gọi nhân dân Cuba nổi dậy. Khi bay trở về, ông bị thẩm vấn bởi Cục Di cư và Hải quan Hoa Kỳ nhưng được trắng án và tha bổng. Lý Tống bị Cục hàng không Liên bang rút giấy phép bay.
Ngày 7 tháng 11 năm 2000, Lý Tống lại cướp một chiếc máy bay nhỏ tại Thái Lan bay vào Thành phố Hồ Chí Minh, thả hơn 50.000 tờ truyền đơn. Lúc trở về Thái Lan, ông bị bắt giữ và bị tòa án Thái Lan kết án 7 năm tù. Tòa án Thái Lan từ chối dẫn độ Lý Tống về Việt Nam với lý do ông không gây hại cho an ninh Thái Lan. Tháng 3 năm 2006, Lý Tống bắt đầu tuyệt thực tại nhà tù ở Rayong.
Ngày 4 tháng 9 năm 2006, tòa án Thái Lan quyết định dẫn độ Lý Tống về Việt Nam. Quyết định này vấp phải sự phản đối của cộng đồng người Việt chống cộng tại Hoa Kỳ và Canada. Ngày 26 tháng 9 năm 2006, tòa án Thái Lan chấp thuận kháng án từ Lý Tống.
Sau 7 năm ngồi tù ở Thái Lan, Lý Tống được ra tù. Tòa phúc thẩm tại Băng Cốc sáng ngày 3 tháng 4 năm 2007 đã tuyên bố hành động của Lý Tống mang tính chất chính trị chứ không phải là đe dọa an ninh, và dựa trên một điều luật của Thái Lan không cho dẫn độ những người đối diện cáo buộc chính trị, tòa phúc thẩm từ chối yêu cầu dẫn độ về Việt Nam của tòa sơ thẩm hồi tháng 9 năm 2006.
Chánh án Wisarut Sirisingh, người xét xử Lý Tống, đã viết trong phán quyết:
"Những gì ông Tống làm không gây ảnh hưởng về an ninh lãnh thổ Việt Nam. Thái Lan không dẫn độ những người đối diện các cáo buộc về chính trị."
Được biết sau khi mãn hạn tù ở Thái Lan, Lý Tống trở về Mỹ và khi Thế vận hội Bắc Kinh khai mạc, ông ta đến Hàn Quốc với ý đồ thuê máy bay để bay đi Bắc Kinh rải truyền đơn nhưng không thuê được.
Ngày 24 tháng 8 năm 2008, Lý Tống thuê một chiếc máy bay huấn luyện của Đại Hàn Dân Quốc  cùng phi công với mục đích du lịch. Tuy nhiên khi lên cao, ông ta yêu cầu phi công phải bay sang CHDCND Triều Tiên để rải truyền đơn. Lấy lý do máy bay nhỏ, không đủ nhiên liệu để bay đường dài, viên phi công xin hạ cánh để tiếp thêm dầu, đồng thời bí mật phát tín hiệu cấp cứu. Lý Tống sau đó bị bắt tại sân bay Seoul.

### Bị bắt tại Hoa Kỳ
Ngày 19 tháng 7 năm 2010, Lý Tống hóa trang tô son mặc váy đóng giả nữ, lọt vào một buổi biểu diễn ca nhạc của các ca sĩ Việt Nam tại San Jose, trong lúc ca sĩ Đàm Vĩnh Hưng đang biểu diễn, Lý Tống giả vờ tặng hoa rồi sau đó liên tiếp xịt hơi cay vào mặt Đàm Vĩnh Hưng và đã bị bắt ngay sau đó.
Vào lúc 11g ngày 21 tháng 7 năm 2012 theo giờ địa phương, khoảng đầu giờ chiều 22 tháng 7 giờ Việt Nam, phiên tòa xét xử Lý Tống bắt đầu. Thẩm phán Andrea Y. Bryan tuyên phạt Lý Tống sáu tháng tù và ba năm quản chế vì tội hành hung.

## Qua đời
Vào lúc 9 giờ 16 phút (giờ California, Hoa Kỳ) tối ngày 5 tháng 4 năm 2019, Lý Tống qua đời tại bệnh viện Sharp Memorial Hospital, San Diego, Nam California, Hoa Kỳ do ung thư phổi, thọ 73 tuổi.